# طالیان
تالیان روستایی از توابع بخش چندار شهرستان ساوجبلاغ در استان البرز ایران است. مردم روستا تات‌زبان هستند.

## جمعیت
این روستا در دهستان برغان قرار دارد و براساس سرشماری مرکز آمار ایران در سال ۱۳۸۵، جمعیت آن ۶۱ نفر (۲۸خانوار) بوده‌است.